# Rodzina Serrano
Rodzina Serrano (hiszp. Los Serrano, 2003-2008) – hiszpański serial komediowy, sitcom emitowany od 22 kwietnia 2003 roku do 17 lipca 2008, przez osiem sezonów za pośrednictwem kanału telewizyjnego Telecinco. Zdjęcia do filmu kręcono w Madrycie.
Opowiadał historię rodziny Serrano mieszkających na Santa Justa nº 133, w Ribera del Manzanares, w Madrycie. Sukces serialu w Hiszpanii i innych krajach Europy zaowocował karierą muzyka Fran Perea, który wykonywał piosenkę czołówkową "1 más 1 son 7".

## Opis fabuły
Akcja serialu "Rodzina Serrano" rozgrywa się na przedmieściach Madrytu, w oddalonej od wielkomiejskiego zgiełku swojskiej okolicy, gdzie wszyscy wszystkich znają i spotykają na co dzień., Opowiadający o małżeństwie Diego i Lucii Serrano, którzy mają piątkę dzieci. Są one jednak owocem poprzednich małżeństw. W wypadku Diego (Antonio Resines) z racji wyższej, ponieważ zmarła mu żona. Z kolei Lucia (Belén Rueda), mieszkająca wcześniej w Barcelonie, rozwiodła się i zaopiekowała się dwójka swoich córek. Oprócz tej rodziny pojawiają się ich najbliżsi przyjaciele, całej gromady, bądź jednego z nich.
Główni bohaterowie, Diego Serrano i Lucia Capdevilla, znają się od dzieciństwa, chodzili ze sobą, kiedy byli nastolatkami, ale w dorosłym życiu ich drogi się rozeszły. Lucia wyjechała do Barcelony, wyszła za mąż, urodziła dwie córki i prowadziła wielkomiejskie życie na wysokiej stopie. Jednak nie była szczęśliwa i postanowiła się rozwieść. Z kolei Diego nigdy nie opuścił rodzinnych stron. Tu się ożenił i został ojcem trzech synów. Pięć lat temu owdowiał i musiał samodzielnie zająć się wychowaniem dzieci. Kiedy Diego i Lucia spotykają się przypadkiem, dawne uczucie odżywa. Oboje wierzą, że tym razem to miłość na całe życie. Postanawiają się pobrać, jednak teraz żadne z nich nie wchodzi w nowy związek w pojedynkę, ale jedno z dwójką, a drugie z trójką dzieci, które trzeba wychować, co nie będzie łatwe: połączenie obu rodzin jest jak zderzenie dwóch światów…
Dla synów Diega kobiety są całkowicie nieznanym lądem, którego poznawanie wiąże się z odkryciami nierzadko bardzo odległymi od tego, czego by sobie życzyli. Z kolei córki Lucii z niedowierzaniem patrzą jak wygląda na co dzień mieszkanie z chłopakami i pocieszają się myślą, że może nie wszyscy mężczyźni są tacy.
Kobiety i mężczyźni wydają się mówić różnymi językami. Mężczyźni lubią hałaśliwe kolacje przed telewizorem, kobiety wolą atmosferę spokojnych, rodzinnych posiłków. Mężczyźni uwielbiają imprezy z kolegami, kobiety wolą podróże i muzykę. Mężczyźni są silnie zakorzenieni w sąsiedztwie, a kobiety są kosmopolitkami.
Różni się też podejście do dzieci każdego z rodziców: Lucia stawia na komunikację i jest dumna z faktu, że Eva (Veronica Sanchez) i Teté (Natalia Sánchez) mówią jej o wszystkim i że udało im się zostać przyjaciółkami. Diego z kolei nigdy nie zdołał opanować trudnej sztuki dialogu. Stara się po prostu wymusić na synach, często bezskutecznie, postępowanie, jakiego oczekuje. Te różnice są aż nazbyt oczywiste dla dzieci nowej pary, a Marcos (Fran Perea), Guille (Víctor Elías) i Curro (Jorge Jurado), ku swemu przerażeniu obserwują, że ich ojciec próbuje naśladować metody nowej żony.
W dodatku dom rodziny Serrano wydaje się nagle zbyt mały. Braciom przyszło teraz zamieszkać we wspólnym pokoju, kuchnia przedziwnie się skurczyła, a łazienka stała się źródłem nieustannych konfliktów. Eva i Teté także muszą dzielić pokój i wiele innych rzeczy, a ich nowy dom bardzo różni się od tego, który zostawiły w Barcelonie.

## Bohaterowie

### Rodzina Serrano-Capdevila
- Diego Serrano (Antonio Resines) – głowa rodziny, mąż Lucii oraz ojciec Marcosa, Guille i Curro.
- Lucia Capdevilla Gómez Casado (Belén Rueda) – żona Diego, matka Evy i Tete, córka Carmen, najlepsza przyjaciółka Candeli i Lourditas.
- Marcos Serrano Moreno (Fran Perea) – najstarszy syn Diego, brat Guille i Curro, kocha Eve.
- Eva Capdevilla Gómez (Verónica Sánchez) – najstarsza córka Lucii, siostra Tete, kocha Marcosa.
- Guillermo "Guille" Serrano Moreno (Víctor Elías) – średni syn Diego, brat Marcosa i Curro, zakochał się w Tete choć na początku sam w to nie wierzył, śpiewa w zespole Santa justa klan.
- María Teresa "Tete" Capdevilla Gómez (Natalia Sánchez) – młodsza córka Lucii, siostra Evy, zakochała się w Guille, śpiewa w zespole Santa justa klan.
- Francisco "Curro" Serrano Moreno (Jorge Jurado) – najmłodszy syn Diego, brat Marcosa i Guille, ma psa, którego kocha i się nim opiekuje.
- "Doña" Carmen Casado (Julia Gutiérrez Caba) – matka Lucii, babcia Evy i Tete.
- Helena Gómez Casado (Lydia Bosch)

### Rodzina Serrano-Salgado
- Santiago Serrano (Jesús Bonilla) – brat Diego, podoba mu się Lourditas, przyjaciel Fiti'ego.
- María Lourdes "Lourditas" Salgado Fernández (Goizalde Núnez) – najlepsza przyjaciółka Lucii i Candelii, zakochała się w Santim.
- Doña Adela Fernández (María Alfonsa Rosso)

### Rodzina Martínez
- Fructuoso Guillermo "Fiti" Martinez Carrasco-Lavín (Antonio Molero) – najlepszy przyjaciel Diego i Santiago, mąż Candeli, ojciec Raula.
- Raúl Alfredo Martinez Blanco (Alejo Sauras) – najlepszy przyjaciel Marcosa, chłopak Africi, syn Candeli i Fiti'ego.
- Candela Martinez Fernández (Nuria González) – najlepsza przyjaciółka Lucii i Lourditas, żona Fiti'ego, matka Raula.